# William Cockayne
Sir William Cockayne (Cokayne) (* 1561; † 20. Oktober 1626) war ein englischer Händler und Politiker.
William Cockayne war ein Händler aus London, der Ratsmitglied und 1619/1620 Lord Mayor of London war. 1614, als er im Stadtrat von London saß und zudem Governor der Eastland Company of English merchants war, entwickelte er den Plan, dass das Färben und Zurichten von Stoffen vor deren Export nach Deutschland und in die Niederlande in England stattfinden sollte. Der Export weißer, unbearbeiteter Stoffe sollte stark limitiert werden. Dadurch sollten die Gewinne der englischen Wollindustrie, damals Englands wichtigster Industriezweig, maximiert werden.
Cockayne überzeugte König Jakob I., ihm das Monopol für den Stoffexport zu übertragen. Zwar sollte dieser Plan generell die Profite der englischen Tuchhändler erhöhen, Cockaynes eigenen aber im Besonderen. Allerdings wurden durch das Übergehen niederländischer Händler die königlichen Zollabgaben erhöht. Cockaynes Plan (Cockayne Project) von 1614 erwies sich als fataler Fehler, als die niederländischen Händler sich weigerten, die teureren fertigen Stoffe zu kaufen. Auch dadurch, dass der Geschmack auf dem Festland zeitweise nicht dem Englands entsprach, führte der Plan zu jahrzehntelangen Umsatzeinbußen auf Seiten der englischen Tuchhändler.
Am 8. Juni 1616 schlug König Jakob I. ihn zum Knight Bachelor.